# Démons de midi
Démons de midi és una pel·lícula francesa de Christian Paureilhe estrenada el 1979.

## Sinopsi
Un divorciat i aturat de 40 anys ho deixa tot per marxar a una aventura al sud de França, on coneix una jove actriu.

## Repartiment
- Pierre Mondy : François
- Sylvie Coste : Hélène
- Micheline Presle : Rose
- Francis Lemaire : Duchesne
- Hubert Deschamps : El recepcionista de Lió
- Anne-Marie Coffinet: La dona borratxa del bar
- Poussine Mercanton: Dones de Lió
- Robert Hossein: El director de teatre
- Verónica Miriel: La autoestopista espanyola
- Candice Patou: La secretària
- Fernand Legros: El noi del bar
- Francine Blstin: Elisabeth Duchesne
- Richard Anconina: L'ajudant de direcció
- Bruno Balp: El caixer espanyol
- Gilette Barbier: la criada de Rose
- Daniel Langlet: empleat de l'ANPE
- Roland Blanche: Un conductor
- Riton Liebman: un dels nens del tren
- Franck-Olivier Bonnet: Un conductor
- Jacques Robolles: El dandi
- Christmas Simsolo: El patètic troll
- David Bursztein
- Fabrice Eberhard
- Pierre Belot
- Danièle Bagon
- Valérie Bonfils
- Anne Carpriau
- Chaz Chase
- Suzanne Colin
- Jacqueline Dane